# KTO Ryś
KTO Ryś – polski średni kołowy transporter opancerzony, skonstruowany i produkowany w małej serii przez 
Wojskowe Zakłady Motoryzacyjne Nr 5 w Poznaniu począwszy od 2002 roku. Pojazd ten powstał w wyniku głębokiej modernizacji transportera opancerzonego OT-64 SKOT.
Główne zmiany to zastosowanie silnika Iveco Cursor, półautomatycznej skrzyni biegów, zmiana rozstawu osi (środkowe osie zostały zbliżone do siebie), zmniejszenie kątów nachylenia pancerza (powiększyło to przestrzeń ładunkową pojazdu). Zastosowania pojazdu to wóz dowodzenia, wóz kierowania ogniem i pojazd medyczny.

## Historia

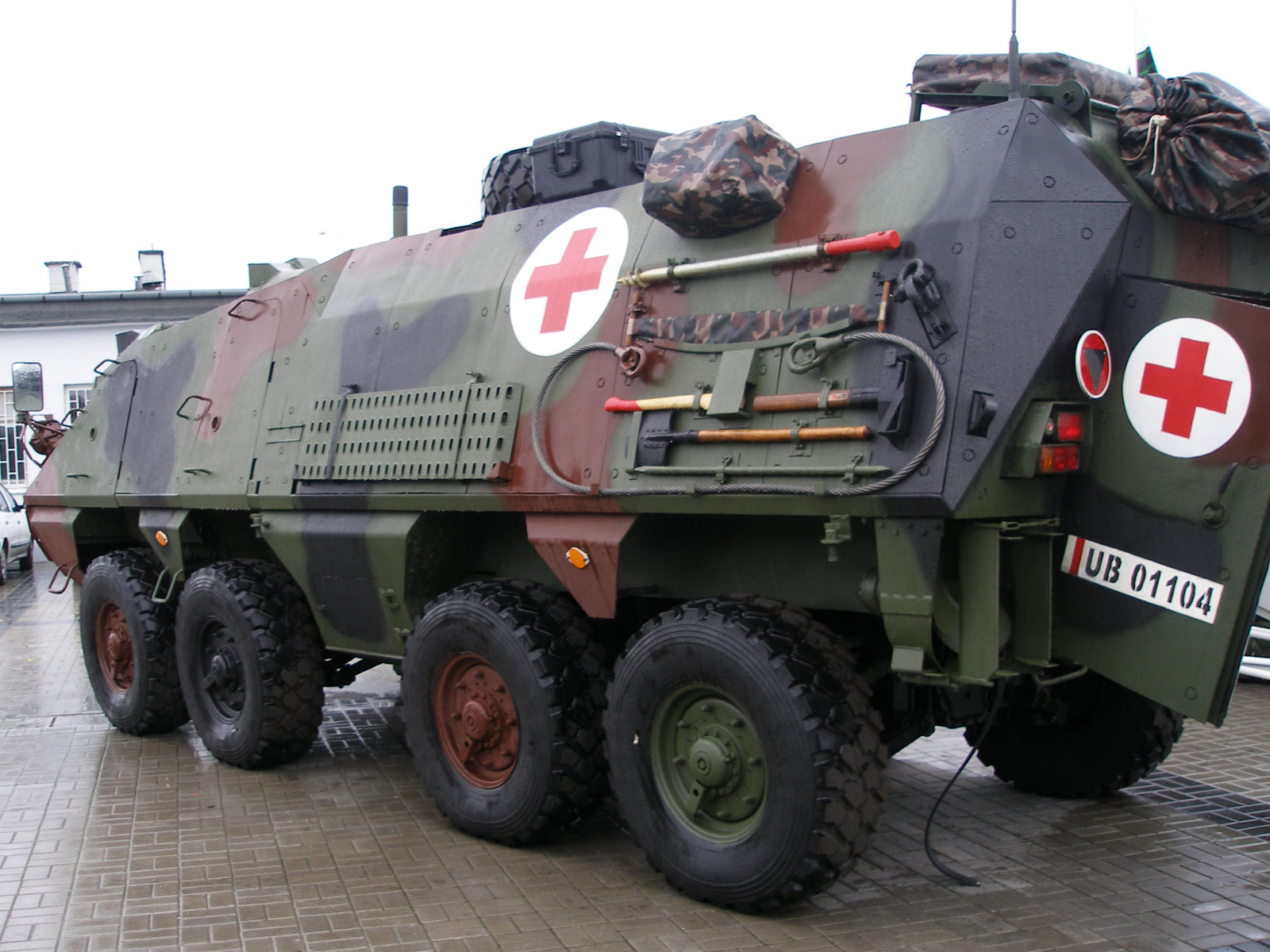
Ryś-MED

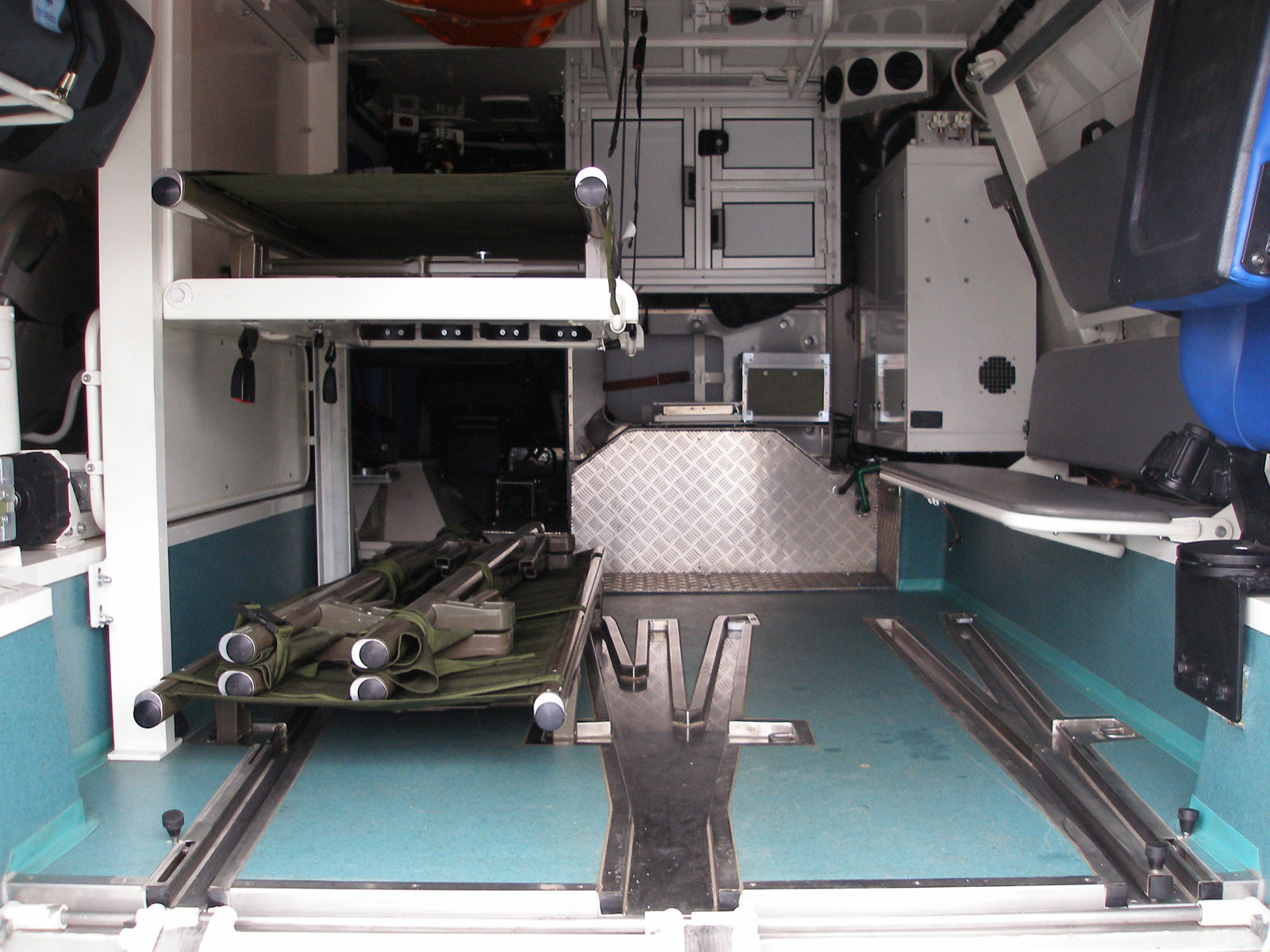
RYŚ- MED, MSPO 2007

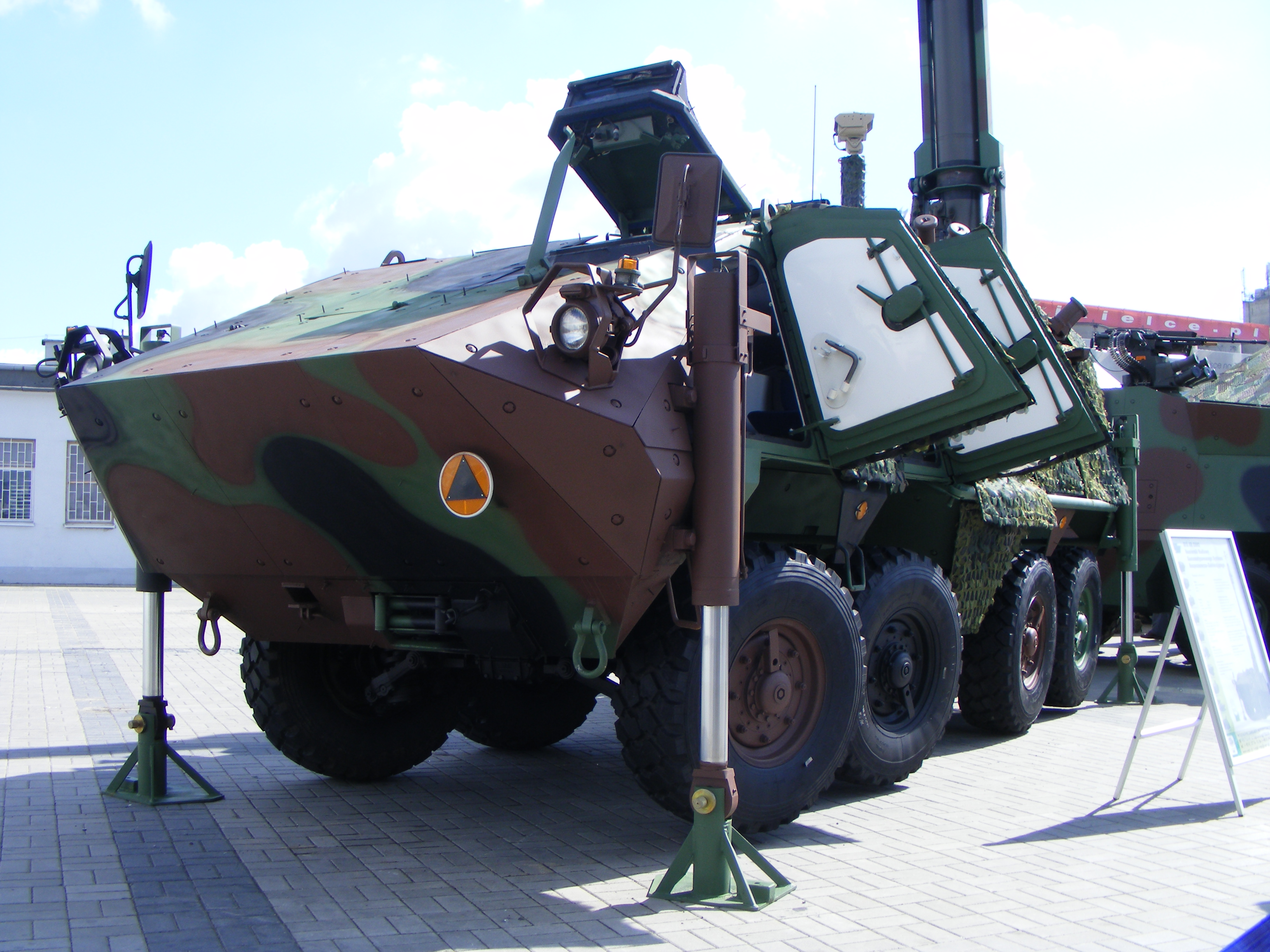
RYŚ-Kaktus

Na początku lat 90. z uzbrojenia Wojska Polskiego wycofano większość transporterów opancerzonych SKOT (z ok. 2100 sztuk pod koniec lat 80. do 110 w 1995 roku). Pozostała jedynie niewielka część pojazdów w wersjach specjalistycznych, przede wszystkim wozów dowodzenia R-2 i R-3. Pojazdy te były jednak już nienowoczesne i zużyte oraz odstające pod względem charakterystyk technicznych od nowych standardów. Jednocześnie, pojemny kadłub i dobre własności terenowe w dalszym ciągu były przydatne do pełnienia zadań specjalistycznych. Pod koniec lat 90. Wojskowe Zakłady Motoryzacyjne Nr 5 w Poznaniu opracowały z własnej inicjatywy wariant modernizacji transporterów połączonej z remontem kapitalnym i wykonały pierwszy demonstrator WR-02 Ryś, zaprezentowany publicznie na salonie MSPO w Kielcach 2001 r. Wymieniono w nim silnik Tatra T-928-14 o mocy 180 KM na nowoczesny IVECO Cursor 8 o mocy 310 KM z nową skrzynią biegów i układem przeniesienia mocy. W przedziale kierowania z przodu wycięto okna z kuloodpornymi szybami, natomiast silnik pozostał w dotychczasowym miejscu – w przedziale napędowym pośrodku kadłuba, oddzielającym przedział kierowania (z miejscami kierowcy i dowódcy obok siebie) od przedziału bojowego z tyłu. Koncepcja ta spotkała się z zainteresowaniem Dowództwa Wojsk Lądowych, co dało impuls do kontynuacji prac.
W 2002 roku WZM zbudowały prototyp transportera Ryś, znacznie zmieniony w stosunku do transportera bazowego i demonstratora WR-02. Przede wszystkim, zmieniono usytuowanie silnika, umieszczając go w przedziale z przodu transportera, po prawej stronie, co umożliwiło połączenie przedziału kierowania z przedziałem bojowym. Zastosowano silnik IVECO Aifo o mocy 352 KM (kompletny powerpack), z półautomatyczną skrzynią biegów IVECO-ZF Eurotronic. Zmodernizowano i wzmocniono układ przeniesienia napędu. Po lewej stronie przedziału silnika umieszczono miejsce kierowcy i za nim dowódcy, z indywidualnymi drzwiczkami w bocznej górnej ścianie i włazami w dachu. Modyfikacji podlegał także kadłub wozu – zmniejszono kąt nachylenia górnych ścian bocznych i nieco zwiększono ich wysokość, tworząc obszerniejszy przedział bojowy. Przedział ten posiada standardowe dwudzielne drzwi w tylnej ścianie, dwudzielny właz w dachu w tylnej części i pojedynczy właz w dachu w przedniej części, z klapą otwieraną do przodu. Ogółem, pozostawiono tylko ok. 30% konstrukcji oryginalnego pojazdu, budując faktycznie nowy pojazd na podwoziu SKOTa. Wzrost masy własnej do 12 700 kg oraz ładowności – z 2 do 3 ton w stosunku do SKOTa został skompensowany wzrostem objętości kadłuba, przez co pojazd zachował możliwość pływania. Dla poprawy stateczności wymieniono amortyzatory i zwiększono rozstaw kół o 260 mm, przez co pojazd jest stabilniejszy od SKOTa i nie wpada w przechyły boczne na zakrętach. Koszt modernizacji jednego pojazdu w 2002 roku wynosił 1,2 miliona złotych. Pojazd ten zademonstrowano na salonie MSPO w 2002 r.
W sierpniu 2003 r. WZM nr 5 zaproponowały wersję Ryś E8 – wozu bojowego dla wojsk aeromobilnych (transportowanego samolotami klasy Lockheed C-130 Hercules), uzbrojonego w armatę automatyczną Mauser MK 30 kalibru 30 mm w niemieckiej wieży jednoosobowej Rheinmetall E8. Opracowano także wersję Ryś M98 transportera trzech moździerzy 98 mm, z podwyższonym dachem przedziału bojowego. Pojazdy te, zaprezentowane na MSPO w 2003 r., pozostały na razie w fazie prototypu.

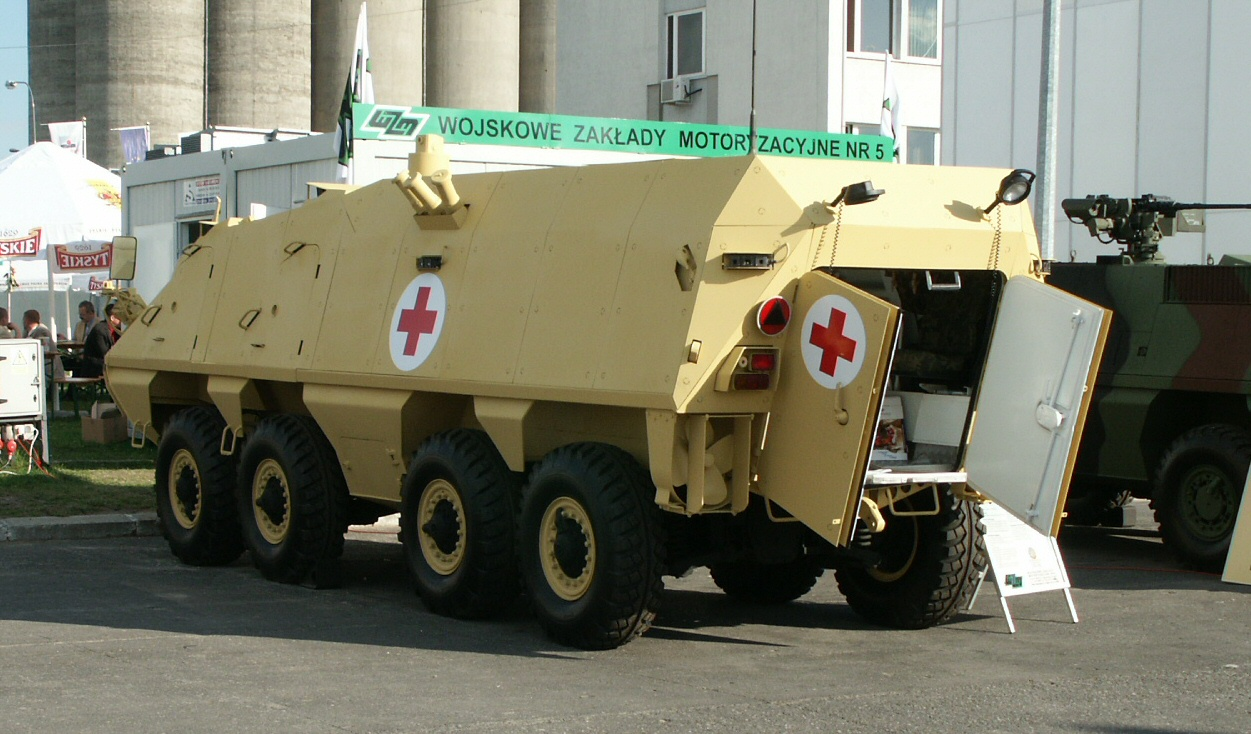
Prototyp Ryś-MED w kamuflażu pustynnym

W toku dalszego rozwoju, kadłub podlegał dalszym zmianom – opracowano wersję z podwyższonym o 120 mm przedziałem bojowym, ze wznoszącą się linią dachu (pierwotnie Ryś posiadał poziomy dach na całej długości, podobnie jak SKOT). Kadłub ten opracowano dla wozu dowodzenia o kryptonimie Kaktus, zbudowanego na przełomie 2003/2004 roku. W grudniu 2004 roku Ryś w wersji wozu kierowania ogniem artylerii Azalia ukończył pomyślnie wojskowe badania kwalifikacyjne. Kolejnym wariantem z podwyższonym kadłubem był wóz ewakuacji medycznej Ryś-MED. Jeden egzemplarz pojazdu został zakupiony przez Wojsko Polskie w grudniu 2004 roku i dostarczony w marcu 2005 roku. Od kwietnia 2005 do wiosny 2006 roku był testowany na misji przez Polski Kontyngent Wojskowy w Iraku, przejeżdżając tam ok. 8000 km i będąc pojazdem o najwyższym stopniu ochrony wnętrza spośród używanych. Przeprowadzono tam też badania eksploatacyjno-wojskowe, z wynikiem pozytywnym. W 2006 roku transporter wrócił do kraju i został przekazany do 17. BZmech. Na podstawie wyników prób, wojsko zamierzało zamówić 30 wozów seryjnych, lecz ostatecznie w lipcu 2006 roku zdecydowano zamawiać transportery tylko na bazie Rosomaka. Mimo to, z uwagi na rozpoczęcie misji w Afganistanie, w listopadzie zamówiono jedynie w 2006 roku cztery seryjne Rysie-MED, ukończone do stycznia 2007 roku, po czym wysłane do polskiego kontyngentu w Afganistanie. Koszt pojazdu w pełnym ukompletowaniu wynosił ok. 1. mln dolarów. Jak dotąd, jest to jedyny wariant Rysia zamówiony w małej serii dla polskiej armii. Cztery Rysie-MED były użytkowane przez kontyngent w Afganistanie do wiosny 2008 roku, po czym zostały zastąpione przez transportery Rosomak WEM.
W 2005 roku WZM 5 opracowały nową wersję pojazdu, z przeznaczeniem przede wszystkim na eksport, oferowaną pod angielską nazwą Lynx (pol. Ryś). W wersji tej wyeliminowano większość elementów transportera SKOT, tworząc praktycznie nowy pojazd. Oferowany był w przetargu na transporter opancerzony dla armii Czech, lecz nie został wybrany.

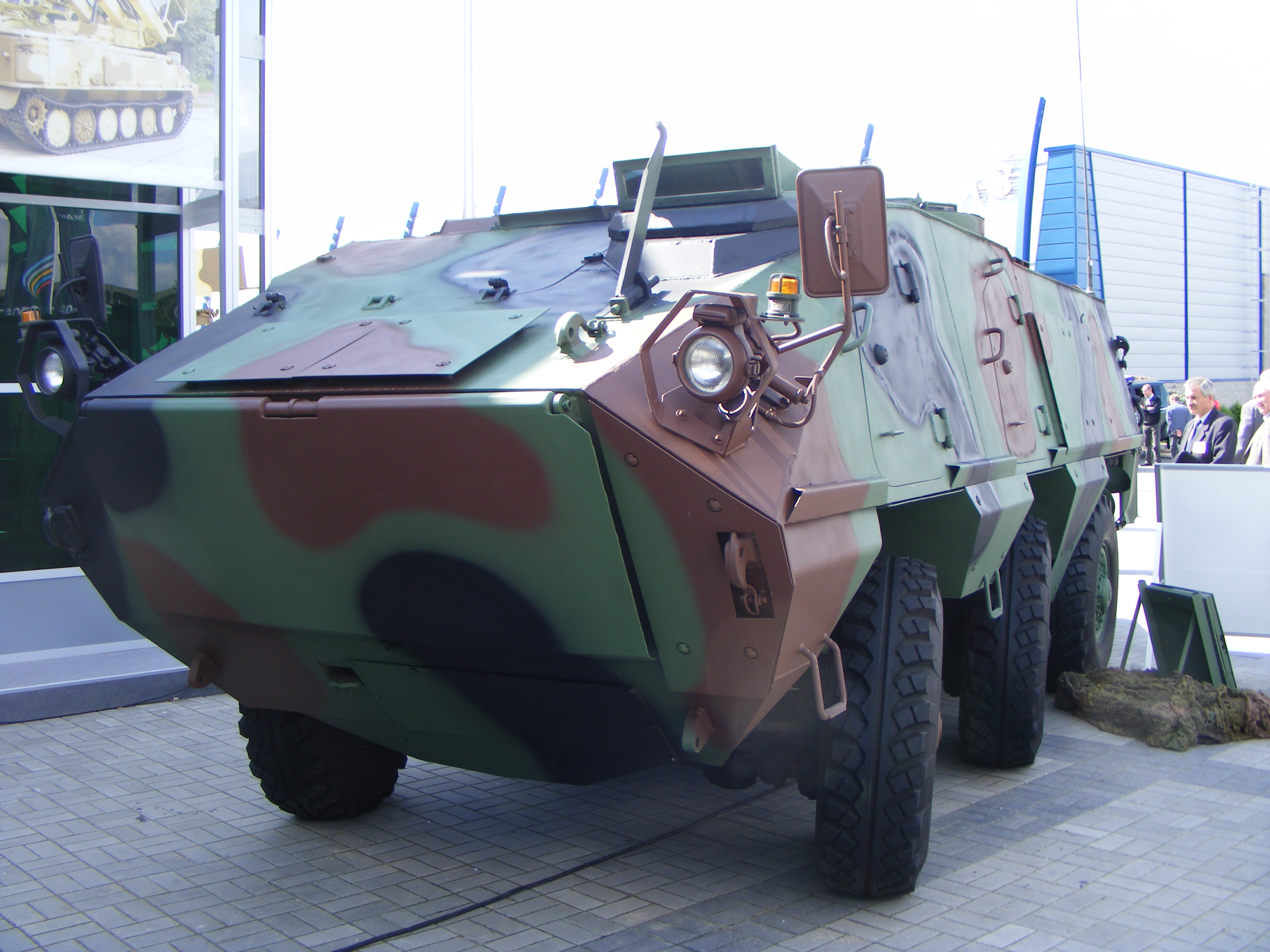
KTO Irbis

Na bazie Rysia opracowano też w 2005 roku nowy krótszy pojazd w układzie jezdnym 6x6 – Irbis. Długość kadłuba wynosi 6,43 m. Od bazowego Rysia odróżnia się m.in. trzema osiami o równomiernym rozstawie i opuszczaną hydraulicznie rampą z tyłu, z pojedynczymi drzwiami w niej.
W toku dalszego rozwoju, silnik IVECO został zastąpiony przez silnik (powerpack) Scania D112, zunifikowany z transporterem KTO Rosomak.
W 2008 r. WZM zaproponowały wariant Ryś-KTRI – kołowy transporter rozpoznania inżynieryjnego, opracowany z Wojskowym Instytutem Techniki Inżynieryjnej (WITI). Ma on służyć do rozpoznania dróg, wód i szlaków przeprawowych, wyposażony jest m.in. w indukcyjny wykrywacz min PWM. Po wykryciu miny, w pasie szerokości 4,5 m, system automatycznie zatrzymuje pojazd. Zaprezentowano też pojazd z namiernikiem radiowym, z 18-metrowym teleskopowym masztem antenowym.

## Wersje
8x8
- KTO Ryś – wersja podstawowa transportera opancerzonego.
  - KTO Ryś MED – wóz ewakuacji medycznej.
  - KTO Ryś AZALIA – wóz dowodzenia systemu kierowania ogniem AZALIA dywizjonu 155 mm haubicoarmat KRAB.
  - KTO Ryś KAKTUS – uniwersalny wóz dowodzenia.
  - KTO Ryś KOBUZ – sterowany moduł uzbrojenia ZSMU „KOBUZ”.
  - KTO Ryś M-98 – wóz przystosowany do przenoszenia do trzech 98 mm moździerzy M-98 oraz kierowania ogniem plutonu moździerzy.
  - KTO Ryś E-8 – wóz wyposażony w jednoosobową wieżę E-8 z 30 mm armatą automatyczną MK 30 oraz 7,62 mm km

6x6
- KTO Irbis – skrócona wersja transportera opancerzonego „Ryś” – wersja bazowa.
  - KTO Irbis RCWS 30 – wersja wyposażona w wieże RCWS 30 mm z karabinem maszynowym 7,62 RAFAEL.
  - KTO Irbis ORCWS 30 – wersja wyposażona w wieże ORCWS 30 mm z karabinem maszynowym 7,62 ELBIT.